# Sektorsmodellen

Schematisk bild av Hoyts sektormodell

Sektorsmodellen är en stadsplaneringsmodell baserad på idén om att en stad består av olika sektorer. Modellen skapades av Homer Hoyt 1939. 
Modellen baseras på en analys av hyresstrukturen i 30 amerikanska städer och går in på de bostadsområdena med hög status. Resultaten av Hoyts undersökning var att dessa områdens läge förflyttats ut i periferin mellan 1900 och 1936. Deras utbredning följer enligt Hoyt längs med trafiklederna som möjliggör snabba transporter mellan statusområdena och omlandet.  I motsats till Burgess menar Hoyt att stadsutvecklingen avgörs av var de socialt bättre ställda befolkningsgrupperna väljer för områdena att bo i. Hoyt menar också att när en befolkningsgrupp lämnar ett bostadsområde kommer samhällsgruppen direkt under att dra sig till detta. Städerna delas därmed upp i homogena sektorer med liknade eller lika befolkningsgrupper. 
Hoyts modell följdes upp av Harris och Ullman och deras Flerkärnmodell 1945. 